# Okres Trenčín
Okres Trenčín je jedním z okresů Slovenska. Leží v Trenčínském kraji, v jeho střední části. Na severu hraničí s Českou republikou a Okresem Ilava, na jihu s okresy Nové Mesto nad Váhom, Bánovce nad Bebravou a Prievidza.